# Macroglossinae
Le Macroglossinae Harris, 1839 sono la maggiore delle tre sottofamiglie di farfalle della famiglia Sphingidae, che annovera 84 generi e 867 specie diffuse in tutto il mondo, 25 delle quali sono presenti in Europa.

## Distribuzione e habitat
I numerosi generi compresi in questo taxon sono diffusi in tutti i continenti, ma prevalentemente nell'ecozona neotropicale; si conoscono parecchi endemismi.

## Tassonomia

### Tribù
Questo taxon è suddiviso in tre tribù:
- Dilophonotini Burmeister, 1878
- Macroglossini Harris, 1839
- Philampelini Burmeister, 1878

Il genere tipo è Macroglossum Scopoli, 1777.

### Sinonimi
- Semanophorae Rothschild & Jordan (1903).

### Alcune specie

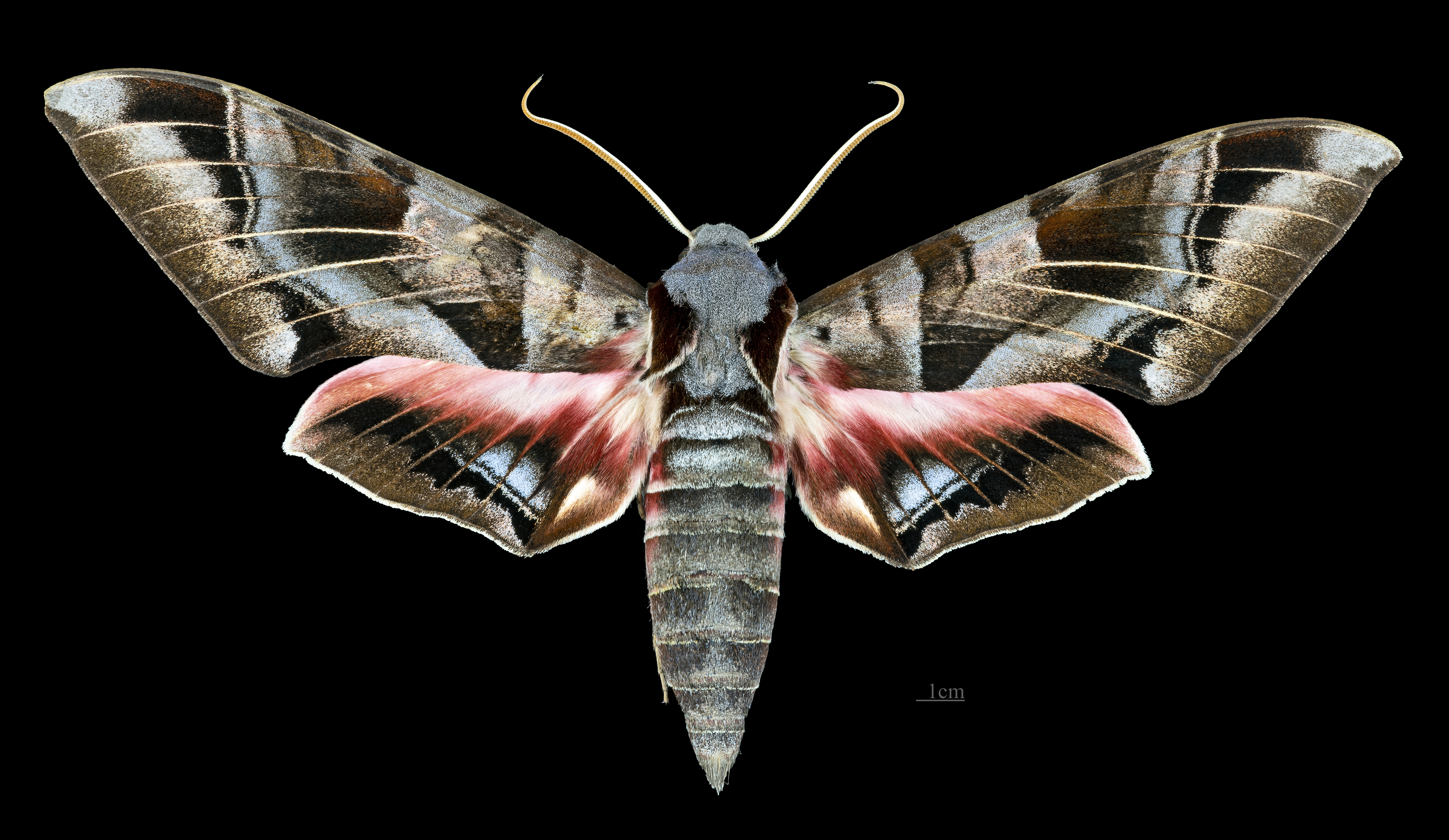
Eumorpha typhon
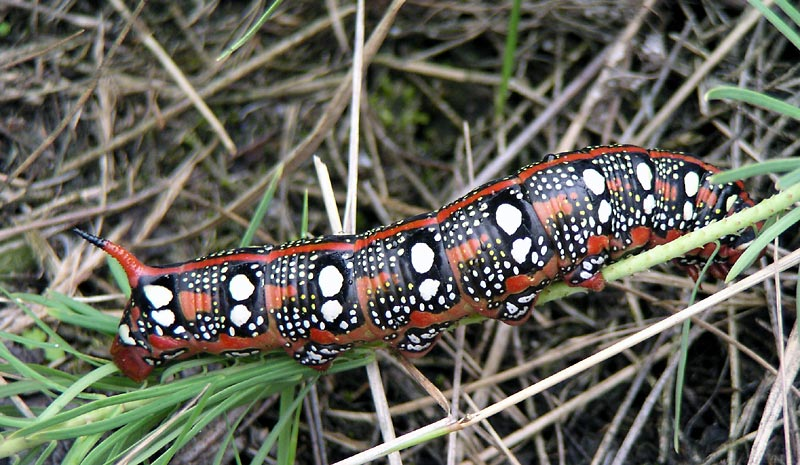
Hyles euphorbiae (Sfinge dell'euforbia - bruco)
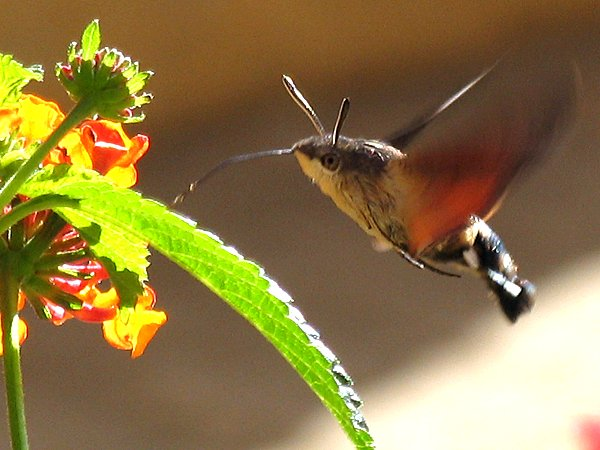
Macroglossum stellatarum (Sfinge del galio)
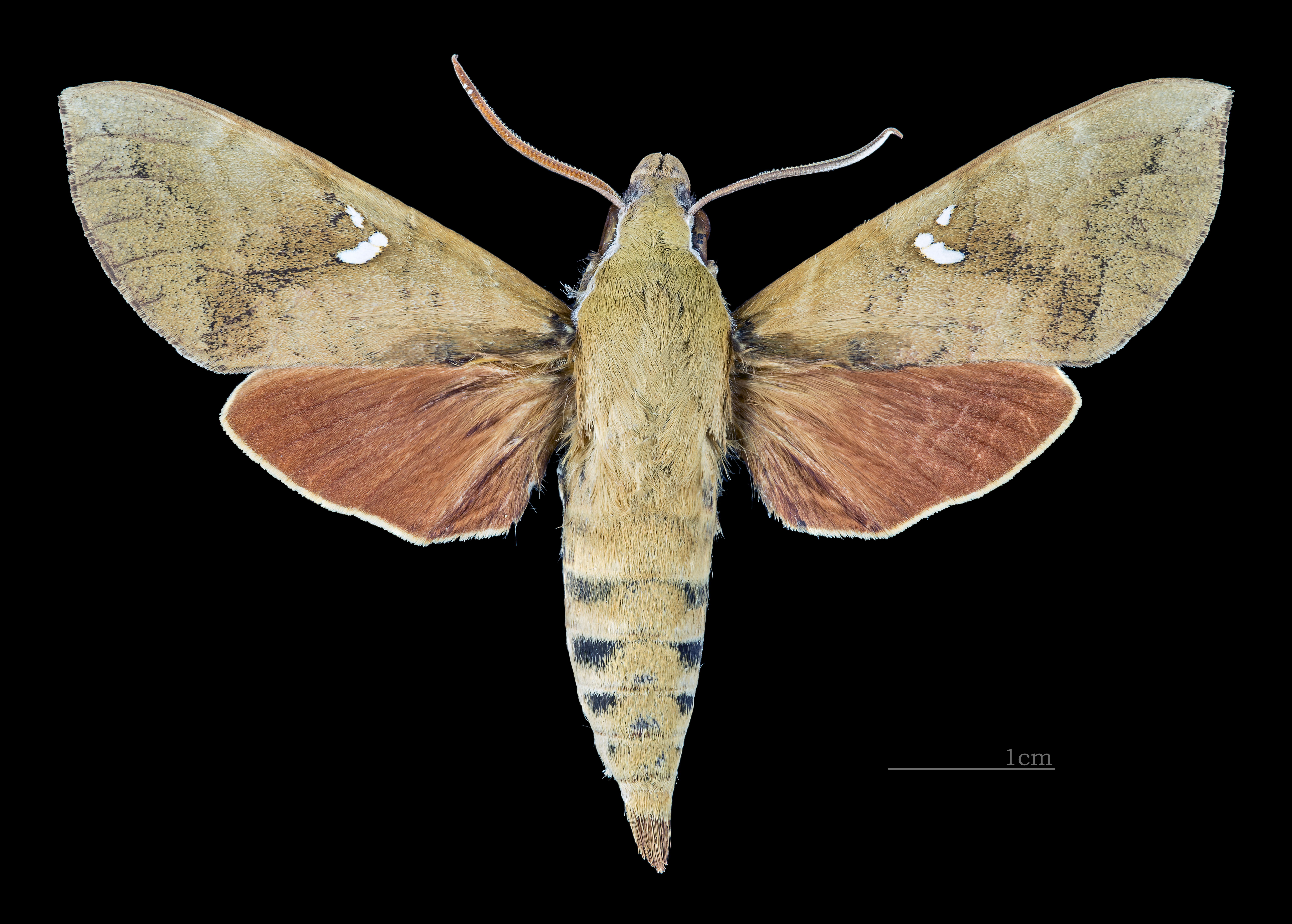
Nephele subvaria